# Токинг Хедс
Talking Heads е бивша американска рок група, формирана през 1974 в Ню Йорк и съществувала до 1991 г.
Членовете на групата са Дейвид Бърн, Крис Франц, Тина Уеймаут и Джери Харисън, но често на концерти и в записи взимат участие допълнителни беквокали или музиканти.
Музиката на Talking Heads е комбинация от елементи на пънк рок, фънк и арт рок. Фронтменът на групата Дейвид Бърн допринася много за спецификата на групата като автор на текстовете, които макар трудни и „капризни“, изпети с мелодия, успяват да спечелят популярност чрез медиите и в живите изпълнения на групата.

## Дискография
- Talking Heads: 77 (1977)
- More Songs About Buildings and Food (1978)
- Fear of Music (1979)
- Remain in Light (1980)
- Speaking in Tongues (1983)
- Stop Making Sense (1984) - филм
- Little Creatures (1985)
- True Stories (1986)
- Naked (1988)